# 統帥権
統帥権（とうすいけん）とは、大日本帝国憲法下の日本における軍隊を指揮監督する最高の権限（最高指揮権）のことをいう。

## 概説
大日本帝国憲法第11条（明治憲法）で「天皇ハ陸海軍ヲ統帥ス」として定められていた権能で天皇大権の一つとされた。
明治政府は憲法制定過程で軍政大権と軍令大権をどこまで具体化するか腐心していたとされる。「軍政」は軍隊の構成や給与など行政にあたる軍隊の維持管理、「軍令」は特に戦争における作戦の指導など軍隊の運用を指す。
明治憲法制定前の1869年（明治2年）には兵部省が設置されたが、軍政も軍令もすべて兵部省の陸海軍卿の職掌であった。憲法制定前には文官と武官が未分化で、統帥権は武官でなければ行使できないという解釈は無かった。その一例として、1874年（明治7年）の佐賀の乱で大久保利通は、明治天皇から軍令権や軍政権の委任も受けていた。
一方、明治憲法下で天皇の権能は特に規定がなければ国務大臣が輔弼することとなっていたが、慣習的に軍令（作戦・用兵に関する統帥事務）については国務大臣ではなく、統帥部（陸軍：参謀総長。海軍：軍令部総長）が補翼することとなっていった。
この軍令と国務大臣が輔弼するところの軍政の範囲についての争いが原因でのちに統帥権干犯問題が発生した。

## 明治期〜大正期

### 明治維新
統帥権独立の考えが生まれた源流としては、当時の指導者（元勲・藩閥）が、政治家が統帥権をも握ることにより幕府政治が再興される可能性や、政党政治で軍が党利党略に利用される可能性をおそれたこと、元勲・藩閥が政治・軍事両面を掌握して軍令と軍政の統合的運用を可能にしていたことから、後世に統帥権独立をめぐって起きたような問題が顕在化しなかったこと、南北朝時代に楠木正成が軍事に無知な公家によって作戦を退けられて湊川の戦いで戦死し、南朝の衰退につながった逸話が広く知られていたことなどがあげられる。
イスラエル人軍事史家のダニ・オルバフは、統帥権問題の根本は維新志士イデオロギーが原点にあり、政府や軍上層部の意向を無視し、兵士が暴動、暗殺、クーデターへと突き進んでいった源となるバグが、明治初期にすでに埋め込まれていたとし、丸山眞男や司馬遼太郎などの「日露戦争が終わってから日本は落ちていった」というような見方を否定している。

### 日清戦争
日清戦争の指導は、政治主導であった。明治天皇の特旨により、本来ならメンバーでない伊藤博文総理が大本営に列席し、軍事作戦に目を出すことさえあった。政治が軍事をリードできた要因として、第一に統帥権独立の制度を作った当事者達であったため、同制度の目的と限界を知っており、実情に合わないケースで柔軟に対処できたことが挙げられる。第二の要因として、指導者層の性格が挙げられる。指導者の多くは、政治と軍事が未分化の江戸時代に生まれ育った武士出身であり、明治維新後それぞれの個性と偶然などにより、政治と軍事に進路が分かれた。したがって、政治指導者は軍事に、軍事指導者は政治に一定の見識をもっており、また両者は国際環境の状況認識がほぼ一致するとともに、政治の優位を自明としていた（陸軍士官学校・海軍兵学校卒の専門職意識をもつエリート軍人が軍事指導者にまで上りつめていない時代）。関連して藩閥の存在も挙げられ、軍事に対する「政治の優位」イコール「藩閥の優位」でもあった。

### 日露戦争
戦時大本営条例では列席資格は陸海軍将校で文官は認められていなかった。日清戦争の大本営会議には伊藤博文が明治天皇に願い出て特別に参加したが、日露戦争の大本営会議に文官が参加することはなかった。その要因には、戦争指導において陸海軍の作戦立案や実施が専門化・高度化したことや陸海軍統帥の二元化が挙げられている。ただし、明治期には大本営のみで戦争指導が行われたことはほとんどなく、軍人を含む元老を中心とする御前会議で計画の検討や決定が行われた。
御前会議は、天皇と桂内閣の5閣僚（総理・外務・大蔵・陸軍・海軍各大臣）と5元老（伊藤博文・井上馨・大山巌・松方正義・山縣有朋）の計11名で構成された。統帥部は、その決定に従って作戦計画を作成することとされた（政略主導の両略一致）。これについて「参謀総長であった大山巌・山縣有朋が御前会議に出席している」という反証が出されるが、大山・山縣はこの時に元老の待遇を受けて、国政について諮問を受ける立場にあったために参加を求められたものであり、当時の記録類にも大山・山縣は「元老」として記載されて「参謀総長」という肩書きは書かれていない。こうした待遇を受けていない参謀次長の児玉源太郎や海軍軍令部長の伊東祐亨が御前会議に出席できなかったこともそれを示している。

### ワシントン会議における海軍大臣の職務代理
ワシントン会議に出席するために加藤友三郎海軍大臣が訪米した際に、誰が海軍大臣の代理を務めるのかという問題が生じた。加藤は内閣官制第9条を根拠として、原敬内閣総理大臣に代理を要請した。
これに対して山梨半造陸軍大臣をはじめ、田中義一前陸相及び元老山縣有朋は、軍部大臣に文官を任命することは軍人勅諭及び帝国憲法の統帥権の解釈からして不適当であること、陸軍省官制および海軍省官制には軍部大臣が現役あるいは予備役の大将・中将と明記され（当時は軍部大臣現役武官制ではない）ていること、また、陸海軍大臣の帷幄上奏には統帥に関わる部分も含まれており、これを文官が代理するのは憲法で保障された統帥権の独立に対する違憲行為であるとして反発した。
これに対して、政府と海軍が陸軍と協議をした結果、内閣官制によって事務行為の代理については文官でも認められること、ただし、帷幄上奏に関する職務は軍令部長が代行すること、陸軍に対しては今回の件を前例とはしないことで、陸軍もこれを受け入れた。なお、大蔵大臣高橋是清によって参謀本部廃止論が唱えられたのもこの内閣のことであった。
だが、この問題以後、立憲政友会内部に陸軍への反発から、帷幄上奏を廃止して陸軍省官制および海軍省官制を再改正し、文官の軍部大臣就任を認めさせるべきとの主張が出された。後に政友会の内紛から次期総裁として陸軍から田中義一を迎え入れた。田中の就任直後の1925年（大正14年）10月4日に政友会の新政策発表の際に「帷幄上奏の廃止と軍部大臣文官制」の一項が入っていることに気付いて激怒し、直ちに幹部会を招集してこの部分を留保させて以後党内で統帥権の独立を冒す様な政策は掲げないことを宣言したのである。

## 統帥権干犯問題
統帥権干犯問題とは、明治憲法の第11条（もしくは第12条）の権能が、軍令事項（国務大臣の輔弼が必要でない軍令的専権事項）なのか軍政事項なのか、それとも両者を含むものなのかという解釈をめぐって争われた問題である。1930年（昭和5年）のロンドン海軍条約の批准をめぐり問題が表面化した。

### 軍政と軍令
先述のように「軍政」は軍隊の構成や給与など行政にあたる軍隊の維持管理、「軍令」は特に戦争における作戦の指導など軍隊の運用を指す。明治憲法の軍政や軍令に関する条文には第11条と第12条があった。
| 大日本帝国憲法第11条 天皇ハ陸海軍ヲ統帥ス |

| 大日本帝国憲法第12条 天皇ハ陸海軍ノ編制及常備兵額ヲ定ム |

明治憲法の規定に「軍政」や「軍令」の用語が含まれているわけではなかったが、実際の解釈と運用では、軍政大権については国務大臣の輔弼が必要であるが、軍令大権については軍令機関が補佐し内閣総理大臣や軍部大臣の輔弼の対象から外されていた。具体的には陸軍では陸軍大臣と参謀総長に、海軍では海軍大臣と軍令部総長に委託され、各大臣は軍政権（軍に関する行政事務）を、参謀総長・軍令部総長は軍令権を担った。
第12条の陸海軍の編制については一般に軍政事項とされたが（常備兵額については対立論あり）、第11条の統帥権については軍令的専権事項であり国務大臣が関与するものではないとされた。
統帥権のうち、軍事作戦は陸軍では参謀総長が、海軍では海軍軍令部長（後に軍令部総長と改称）が輔弼し、彼らが帷幄上奏し天皇の裁可を経た後、その奉勅命令を伝宣した（但し明治時代は平時では陸海軍大臣伝宣）。
ほかに軍政上の動員令・編成令・復員令という奉勅命令があり、通常陸海軍大臣が帷幄上奏し、裁可後彼らが伝宣した。
帷幄上奏と裁可を経たものに、ほかに、平時編制や戦時編制、参謀本部条例や編成要領、勤務令など帷幄上奏勅令があり、これは通常陸海軍大臣が、陸軍軍事教育関係ではおもに教育総監が、帷幄上奏し裁可後、陸海軍大臣が全軍へ詔勅で公布、ないしは詔勅を用いず軍内へ内達し、執行した。
但し帷幄上奏権そのものは参謀総長と軍令部総長、陸海軍大臣、教育総監が所持していたので、だれが帷幄上奏するかは問題ではなく、誰が伝宣（執行）するかが重要であった。
統帥権の独立によって、奉勅命令や帷幄上奏勅令へ政府や帝国議会は介入できなかった。

### 問題の表面化
海軍軍令部長加藤寛治大将など、ロンドン海軍軍縮条約の強硬反対派（艦隊派）は、統帥権を拡大解釈し、兵力量の決定も統帥権に関係するとして、浜口雄幸内閣が海軍軍令部の意に反して軍縮条約を締結したのは、統帥権の独立を犯したものだとして攻撃した。
1930年（昭和5年）4月下旬に始まった帝国議会衆議院本会議で、野党の政友会総裁の犬養毅と鳩山一郎は、「ロンドン海軍軍縮条約は、軍令部が要求していた補助艦の対米比7割には満たない」「軍令部の反対意見を無視した条約調印は統帥権の干犯である」と政府を攻撃した。元内閣法制局長官で法学者だった枢密院議長倉富勇三郎も統帥権干犯論に同調する動きを見せた。6月、加藤寛治大将は昭和天皇に帷幄上奏し辞職した。この騒動は、民間の右翼団体（当時は「国粋団体」と呼ばれていた）をも巻き込んだ。
条約の批准権は昭和天皇にあった。浜口雄幸首相はそのような反対論を押し切り帝国議会で可決を得、その後昭和天皇に裁可を求め上奏した。昭和天皇は枢密院へ諮詢、倉富の意に反し10月1日同院本会議で可決、翌日昭和天皇は裁可した。こうしてロンドン海軍軍縮条約は批准を実現した。枢密院議長の倉富の意に反しても批准されたのは、法学者の美濃部達吉による浜口首相への助言が大きい。美濃部は、条約の事実上の批准の権限は枢密院にあるが、その枢密院の定員を決める権限は首相にある、と助言し、これが枢密院に伝わると、枢密院も宥和的になり、このやり方が汚いという考えが根底にあって、浜口雄幸狙撃事件につながった。
同年11月14日、浜口首相は国家主義団体の青年に東京駅で狙撃されて重傷を負い、浜口内閣は1931年（昭和6年）4月13日総辞職した（浜口は8月26日に死亡）。幣原喜重郎外相の協調外交は行き詰まった。
陸軍でも永田鉄山など「藩閥」排除を掲げて結束した陸軍の青年士官たち（日露戦争で最前線に立たず、結果的に温存された世代）が1930年代に入り、陸軍省・参謀本部の中堅幕僚として影響力を強めていく。

### その後
明治憲法には「統帥権」という文言で規定されているわけではないため、「統帥権」という造語のもとで恣意的に拡大解釈されたという指摘がある。統帥権干犯問題は政治家が政争の具として利用した側面もあり、それに呼応して軍が政治への介入を深めていったといわれている。